# Jan Jakub Kolski
Jan Jakub Kolski (nascut el 29 de gener de 1956) és un director de cinema, cinematògraf i escriptor polonès.

## Primers anys i carrera professional
Kolski va néixer a Wrocław, i prové d'una família molt lligada al cinema. El seu pare, Roman Kolski, i la seva germana, Ewa Pakulska, eren muntadors de pel·lícules. El seu germà, Włodzimierz Kolski, és director de producció. El seu avi patern era productor de cinema. L'esposa de Kolski, Grażyna Błęcka-Kolska és una actriu. Des dels onze fins als catorze anys, Kolski va viure en un petit poble, Popielawy, prop de Tomaszów Mazowiecki i Łódź. Aquells anys es van convertir en la inspiració per a les seves pel·lícules posteriors. A finals de la dècada de 1970, es va fer camí en una cadena de televisió de la seva ciutat natal i va acabar com a director en cap de fotografia. Després va estudiar cinematografia a la famosa Escola de Cinema de Łódź, on ara dirigeix un taller de guió. El 2007 va obtenir el seu doctorat en art cinematogràfic. També és professor a l'Andrzej Wajda Master School of Film Direction.

## Obres
Durant la dècada de 1980, Kolski va fer una vintena de curtmetratges, entre ells Umieranko (Un petit moribund); Najpiękniejsza jaskinia świata (La cova més bonica del món); Mały dekalog (Els deu petits manaments), Nie zasmucę serca twego (No et posaré trist), Jak mnie kochasz (Com m'estimes?), Szkoła przetrwania ('L'escola de supervivència), Pałkiewicz ma rację (Palkiewicz té raço), Słowiański świt (L'alba de les tribus eslaves), Ładny dzień (Un bon dia), Idź (Caminada). Els curts van guanyar molts premis a Polònia. Molts dels curtmetratges de Kolski van documentar la seva passió per l'escalada de muntanya i l'espeleologia, cosa que li va valer el sobrenom de "El doble de la cinematografia polonesa". Més recentment, Kolski va crear tres diaris de pel·lícules: Zobaczyc jak najwiecej (Per veure-ho tot), Gdzie jestes Paititi? (On ets, Paititi?) i Między rajem a ziemią (Entre el paradís i la terra) durant els seus viatges a Àsia i Amèrica del Sud.
El primer llargmetratge de Kolski, Pogrzeb kartofla (L'enterrament d'una patata), es va rodar a Popielawy el 1990 i es va basar en una història real de l'avi matern de Kolski, Jakub Szewczyk. En aquella pel·lícula, així com en les seves pel·lícules posteriors, Kolski va emprar la seva pròpia visió del món enriquida amb màgia, i es considera el fundador de la tendència del 'realisme màgic' en el cinema polonès. Des de llavors, Kolski ha fet moltes més pel·lícules, la majoria situades al mateix poble o camp mític. Entre aquestes pel·lícules hi ha Pograbek; Magneto; Jańcio Wodnik; Cudowne miejsce (Un lloc miraculós); Grający z talerza (Jugant des del plat); Szabla od komendanta (L'espasa del comandant també conegut com Legacy of Steel); i Historia kina w Popielawach (La història del cinema a Popielawy), que es basaven totes en el guió propi de Kolski. El 1994 Jańcio Wodnik va guanyar el Findlingspreis al Filmfestival Cottbus.
Daleko od okna (Mantenir-se allunyat de la finestra), feta l'any 2000, va obrir un nou capítol en la filmografia de Kolski. El guió de Cezary Harasimowicz es basava en una història de la vida real escrita per Hanna Krall, famosa per escriure sobre l'Holocaust. El seu següent treball, Pornografia (Pornografia) es va basar al seu torn en la novel·la amb el mateix títol de Witold Gombrowicz. Les dues següents Jasminum i Afonia i pszczoły (Afonia i les abelles) es van basar en els seus propis guions originals, mentre que Wenecja (Venècia), la seva darrera pel·lícula. , està basat en un conte breu de Włodzimierz Odojewski.

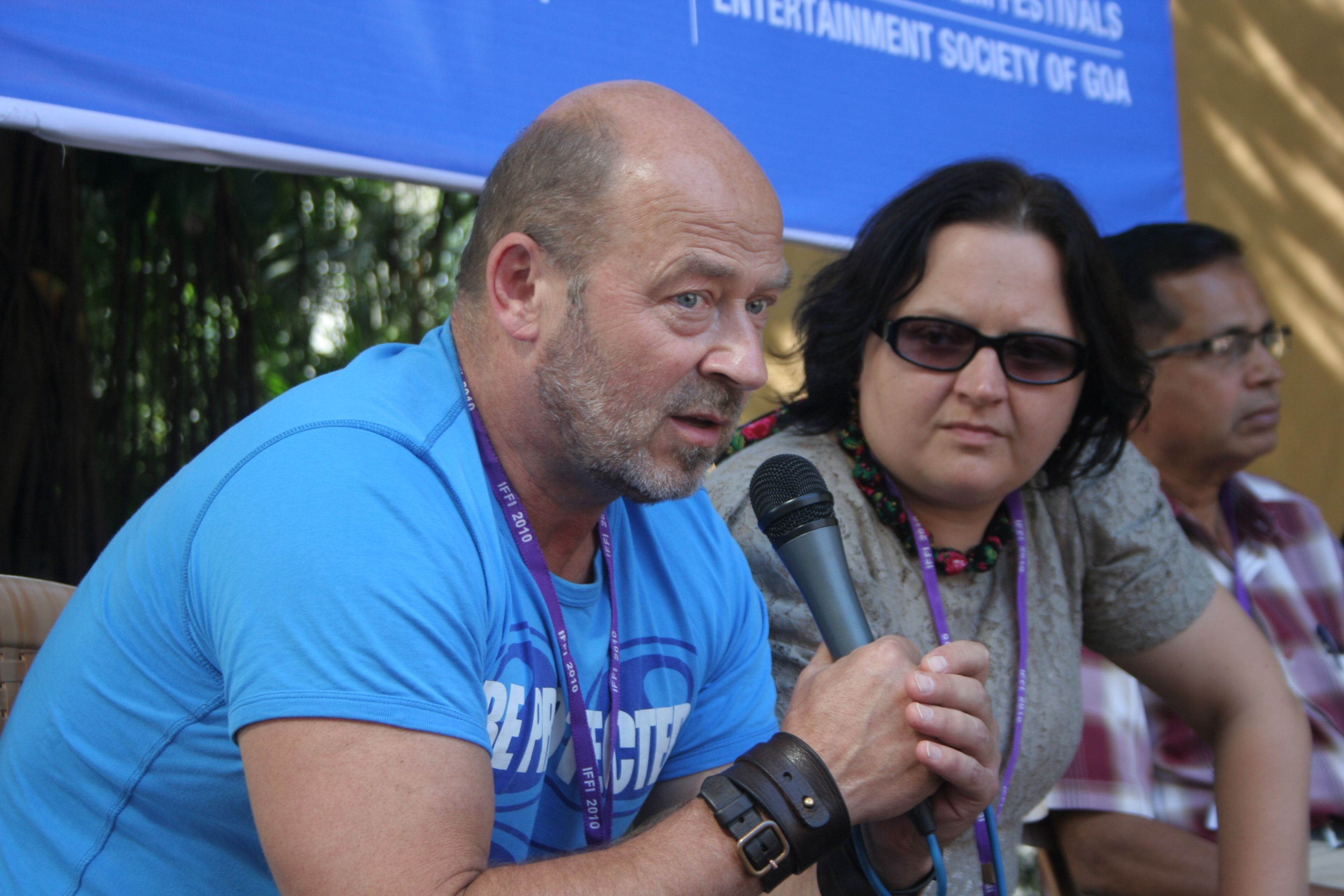
Jan Jakub Kolski el 2010

Kolski va continuar treballant amb la televisió, i moltes de les seves pel·lícules i altres obres es van fer per al mitjà. Va escriure diverses obres de teatre per a televisió, com ara Bajka o bardzo lekkim chlebie (Una faula del pa molt lleuger), Skrzypki (Els violins), Noga dla Józefa.  (A Leg for Jozef) i Kamera marzen (La càmera dels somnis), que s'adreçaven principalment als nens. Altres, com Wyspa róż (L'illa de les roses) i Diabeł przewrotny (Un altre cop el diable), van ser les adaptacions de Kolski de les obres originals. Kolski també va dirigir diversos anuncis, videoclips i una sèrie de televisió, Małopole, czyli świat (Malopole, o el món), en què torna a la vida al camp.
La producció literària de Kolski inclou contes breus recollits en dos llibres: Jańcio Wodnik i inne nowele (Johnnie Aquarius i altres històries) i Mikroświaty (Micromons); una novel·la, Kulka z chleba (Una pellet de pa); i un llibre per a nens, Jadzia i małoludki (Jadzia i la gent petita).
Kolski ha guanyat molts premis a Polònia ia l'estranger. Entre els seus principals èxits internacionals hi ha el Premi Especial al Festival de Cinema de Tòquio el 1995 per Grający z talerza (Tocar des del plat). L'any 2000, també es va convertir en membre de l'Acadèmia del Cinema Europeu. La seva pel·lícula de 2000 Daleko od okna es va presentar al 23è Festival Internacional de Cinema de Moscou.

## Filmografia[3]

### Obres acadèmiques
- Odrobina bolu (Un xic de dolor) (1982) – Fotografia
- Inauguracja 82 (Inauguració '82) (1983) – Director, fotografia
- Za górami (A través de les muntanyes) (1983) – Fotografia
- Red Box (1984) – Col·laboració
- Umieranko (Una mica moribund) (1984) – Director, fotografia

### Curtmetratges
- Najpiękniejssa jaskinia świata (La cova més bella del món) (1983) – Director, guió, veu en off, fotografia
- Mały dekalog (Els petits deu manaments) (1983) – Informació no disponible
- Nie zasmucę serca twego (No et faré trist) (1984) – Informació no disponible
- Jak mnie kochasz (Com m'estimes?) (1985) – Informació no disponible
- Człowiek z ulici Zielonej Gęsi (Un home del carrer Zielona Ges) (1986) – Fotografia
- Słowiański świt. Początki Polski w Dzieje kultury polskiej [WFO] (L'alba de les tribus eslaves) (1986) – Director, guió, fotografia
- Rekwizyty Wiesława Garbolińskiego (Els accessoris de Wieslaw Garbolinski) (1987) – Fotografia
- Trzy tematy Leszka Rózgi (Tres temes de Leszek Rozga) (1987) – Fotografia
- Ładny dzień (Un bon dia) (1988) – SGuió, director, fotografia, director d'art
- Pałkiewicz ma rację (Palkiewicz té raó) (1988) – Director, guió, fotografia
- Szkoła przetrwania (L’escola de supervivència) (1988) – Director, script, fotografia
- Idź (Caminada) (1989) – Photography
- Piosenki polne i okoliczne (Cançons dels camps i voltants) (1996) – Director, script
- Videoclips de cançons de ojDADAna, un àlbum de música de Grzegorz Ciechowski
- Zobaczyć jak najwięcej (Veure-ho tot) (2001) – Director, script, fotografia
- Gdzie jesteś Paitii? (On ets, Paititi?) (2002) – Director, script, fotografia
- Między rajem a ziemią (''Entre el Paradís i la Terra)

### Llargmetratges
- Pogrzeb kartofla (L'enterrament d'una patata) (1990) imdb
- Pograbek (1992) imdb
- Magneto (1993) imdb
- Jańcio Wodnik (Johnnie Aquarius aka Johnnie Waterman) (1993) imdb
- Cudowne miejsce (Un lloc miraculós) (1994) imdb
- Grający z talerza (Jugant des del plat) (1995) imdb
- Szabla od komendanta (L’espasa del comandant o Llegat d’acerl) (1995) imdb
- Historia kina w Popielawach (La història del cinema a Popielawy') (1998) imdb
- Daleko od okna (Manten-te lluny de la finestre) (2000)
- Małopole czyli świat (Malopole, o el món) 2000 – 2001 TV series
- Pornografia (2002) imdb
- Jaśminum (2006) imdb
- Afonia i pszczoly (Afonia i abelles) (2009)
- Wenecja (Venècia) (2010)

### Obres de teatre de televisió
- Diabeł przewrotny (Contra el dimoni) (1997) – Adaptació i director
- Bajka o bardzo lekkim chlebie (Una faula del pa molt lleuger) (1997) – Guió i director
- Noga dla Józefa (Una cama per Jozef) (1997) – Guió
- Wyspa roz (L’illa rosa) (1998) – Director
- Skrzypki (Els violins) (1999) – Guió i director
- Kamera marzeń (La càmera dels somnis) (2001) – Guió i director